# Bloqueo israelí de la Franja de Gaza de 2023-2024
El 9 de octubre de 2023, Israel impuso un «bloqueo total» de la Franja de Gaza, bloqueando la entrada de alimentos, agua, medicinas, combustible y electricidad.El bloqueo se produjo en respuesta al comienzo de la guerra entre Israel y Gaza de 2023 y a los ataques en Israel por parte de militantes de Hamás.Israel ha dicho que el bloqueo de Gaza no se levantará hasta que los rehenes, que fueron secuestrados por Hamás, sean devueltos sanos y salvos a sus hogares. Hamás había anunciado que liberaría a todos los rehenes israelíes a cambio de la liberación de todos los prisioneros palestinos por parte de Israel.El 18 de octubre de 2023, el presidente de los Estados Unidos, Joe Biden, anunció que Israel y Egipto habían acordado permitir la entrada de ayuda humanitaria a Gaza.El bloqueo provocó una grave crisis humanitaria.

## Antecedentes
Gaza ha estado bajo un bloqueo parcial tanto por parte de Israel como de Egipto desde 2005. Han existido varios cruces fronterizos desde Gaza a lo largo de la frontera de Israel y Egipto. El anuncio, el 9 de octubre de 2023, de un bloqueo total es la primera vez que se impone un bloqueo de este tipo.
El 7 de octubre de 2023, militantes de Hamás, una organización política y militar palestina, y otros grupos palestinos, lanzaron su mayor ataque en años a través de la barrera Gaza-Israel hacia el sur de Israel, además de disparar cohetes contra Israel. Posteriormente, Israel declaró la guerra a los militantes, convocando a 300 000 reservistas para ejecutar la operación militar de Israel.

## Bloqueo
El bloqueo total de Gaza fue anunciado el 9 de octubre de 2023 por el ministro de Defensa de Israel, Yoav Galant. «Estamos imponiendo un asedio total a Gaza... No hay electricidad, ni alimentos, ni agua, ni gas, todo está cerrado», anunció. «Estamos luchando contra animales humanos y actuamos en consecuencia», añadió. El portavoz del ministro de Energía de Israel, Yisrael Katz, dijo que Katz había ordenado el corte del suministro de agua a Gaza, con efecto inmediato. A los tanques y drones israelíes se les ha asignado la tarea de proteger las aberturas en la valla fronteriza entre Gaza e Israel y hacer cumplir el bloqueo.
Como consecuencia del bloqueo, la única central eléctrica de la Franja de Gaza se quedó sin combustible el 11 de octubre a las 2:00 p. m. Esto provocó que se cortara la electricidad en Gaza. Debido a esto, las plantas desalinizadoras que suministraban agua se cerraron, deteniendo completamente el suministro de agua corriente.
El Hospital de la Amistad Turco-Palestina se vio obligado a cerrar, a pesar de ser el único hospital oncológico de Gaza, después de quedarse sin combustible.

### Cruces

#### Paso de Rafah
La mayoría de los vehículos de ayuda llegan por el paso de Rafah desde Egipto. Este fue el primer cruce que se reabrió tras el inicio de la guerra, el 18 de octubre. Desde entonces hasta el 31 de octubre, sólo han pasado por allí 241 camiones con ayuda. El 27 de octubre, Cindy McCain, directora del Programa Mundial de Alimentos, criticó los controles en el lado egipcio del cruce como «demasiado estrictos» y que limitaban el flujo de ayuda, que hasta entonces se acercaba a los 500 camiones por día.

#### Paso de Kerem Shalom
El paso de Kerem Shalom fue uno de los cruces abiertos al comienzo de la guerra y permaneció cerrado a partir de entonces. El 30 de octubre, la ONU pidió a Israel que lo reabriera para permitir el paso de más camiones de ayuda. El 3 de noviembre se abrió brevemente y los trabajadores palestinos de Gaza que se habían quedado en Israel con permisos de trabajo fueron enviados de regreso a Gaza.

#### Otros cruces
Al 1 de noviembre, otros cruces hacia Israel permanecían cerrados.

## Reacciones
Volker Türk, Alto Comisionado de las Naciones Unidas para los Derechos Humanos, dijo que el asedio de Israel a la Franja de Gaza viola el derecho internacional porque pone en peligro la vida de los civiles al privarlos de bienes esenciales para su supervivencia.
La relatora especial de la ONU, Francesca Albanese, expresó su preocupación porque «las medidas adoptadas, incluido el bombardeo del cruce de Rafah, insinúan una intención de realmente matar de hambre y matar a personas inocentes dentro de la Franja de Gaza», y dijo que entre los palestinos en Gaza había temor de una «segunda Nakba».
El secretario general de la ONU, António Guterres, dijo que estaba «profundamente angustiado» por la decisión de Israel de imponer un bloqueo total a Gaza.
Jan Egeland, secretario general del Consejo Noruego para Refugiados, afirmó que «el castigo colectivo viola el derecho internacional. Si esto lleva a que niños heridos mueran en hospitales debido a la falta de energía, electricidad y suministros, podría equivaler a un crimen de guerra».
El 10 de octubre de 2023, el Alto Representante de Asuntos Exteriores de la Unión Europea, Josep Borrell, dijo que «cortar el agua, cortar la electricidad, cortar los alimentos a una masa de civiles, va en contra del derecho internacional».
El 11 de octubre de 2023, el presidente turco, Recep Tayyip Erdoğan, dijo que el bloqueo y bombardeo de Gaza por parte de Israel en represalia por el ataque de Hamás era una respuesta desproporcionada que equivalía a una «masacre».
Las autoridades egipcias intentaron impedir un éxodo masivo de refugiados palestinos desde Gaza hacia la península del Sinaí, rechazando una propuesta de Estados Unidos de crear corredores seguros hacia Egipto para los palestinos que huyen de Gaza. Egipto cerró el paso de Rafah en la frontera entre Egipto y Gaza después del inicio del conflicto. Egipto instó a Israel a permitir el paso seguro de los civiles palestinos desde la Franja de Gaza en lugar de obligarlos a huir hacia el Sinaí.

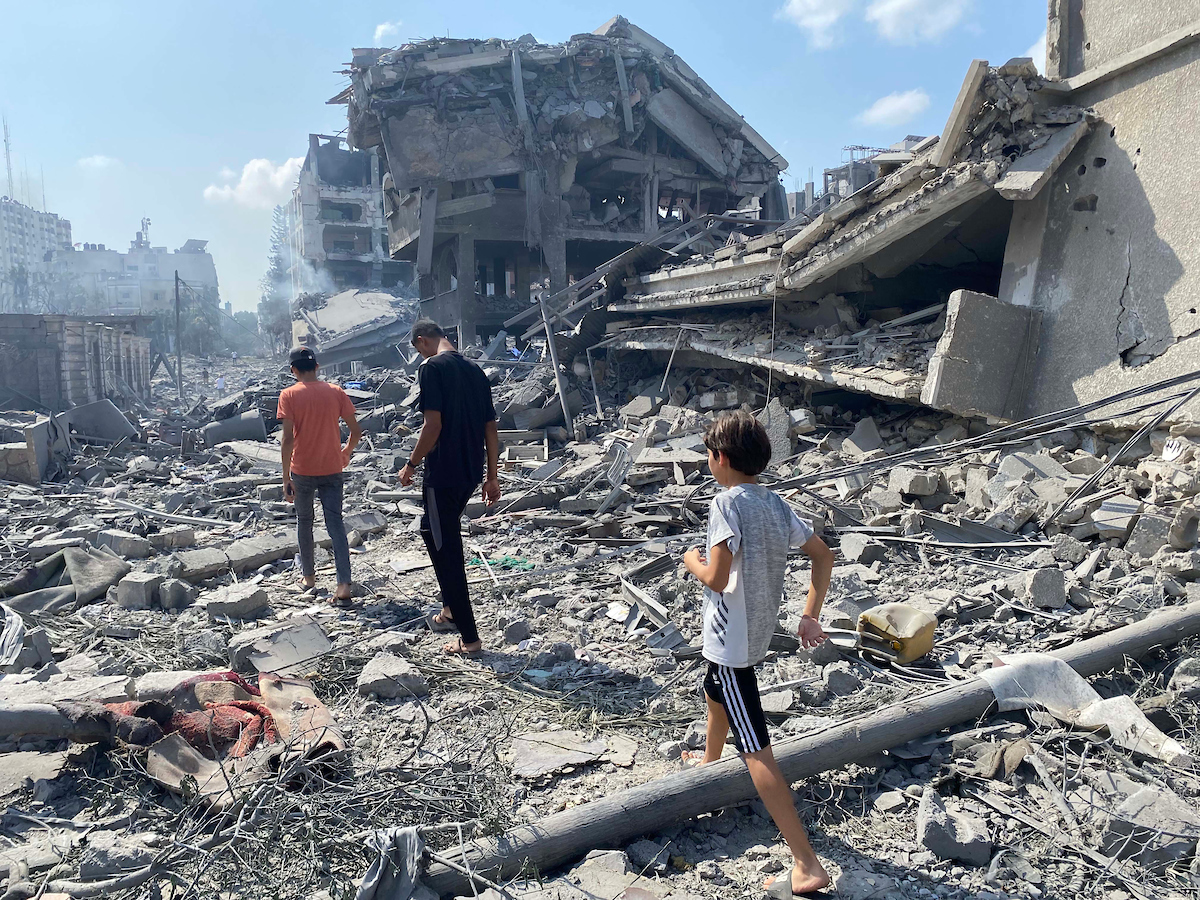
Área de El-Remal en la ciudad de Gaza el 9 de octubre de 2023.

Fabrizio Carboni, director del Comité Internacional de la Cruz Roja (CICR) para Oriente Medio, afirmó que «sin electricidad, los hospitales [en Gaza] corren el riesgo de convertirse en morgues».
Según Human Rights Watch, «el ministro de Energía e Infraestructura de Israel ha dejado claro que los recientes ataques de Hamas son 'la razón por la que decidimos detener el flujo de agua, electricidad y combustible'. Estas tácticas son crímenes de guerra, como también lo es utilizar la hambruna como arma de guerra». Un portavoz de Gisha, un grupo israelí de derechos humanos, dijo que no había «justificación para este tipo de ataques contra civiles».
El político británico y líder del Partido Laborista, Keir Starmer, anunció su apoyo al «derecho» de Israel a cortar totalmente el suministro de energía y agua a Gaza en una entrevista con LBC, lo que llevó a la Red Musulmana Laborista a describir sus comentarios como un respaldo al «castigo colectivo» y exigirle una disculpa. El alcalde de Londres, Sadiq Khan, instó a Israel a actuar con moderación, argumentando que un bloqueo de la Franja de Gaza podría provocar sufrimiento a los civiles palestinos.
El 13 de octubre, el Ministerio de Relaciones Exteriores de Noruega condenó el asedio israelí y el desplazamiento de la población de la Franja de Gaza.
Agnès Callamard, secretaria de Amnistía Internacional, dijo que las autoridades israelíes deberían poner fin inmediatamente al aumento de las restricciones, incluido el corte de electricidad, agua y alimentos. Manifestó que el apagón tendría un efecto severo en el acceso al agua potable, las comunicaciones y el acceso a internet, y la salud pública.

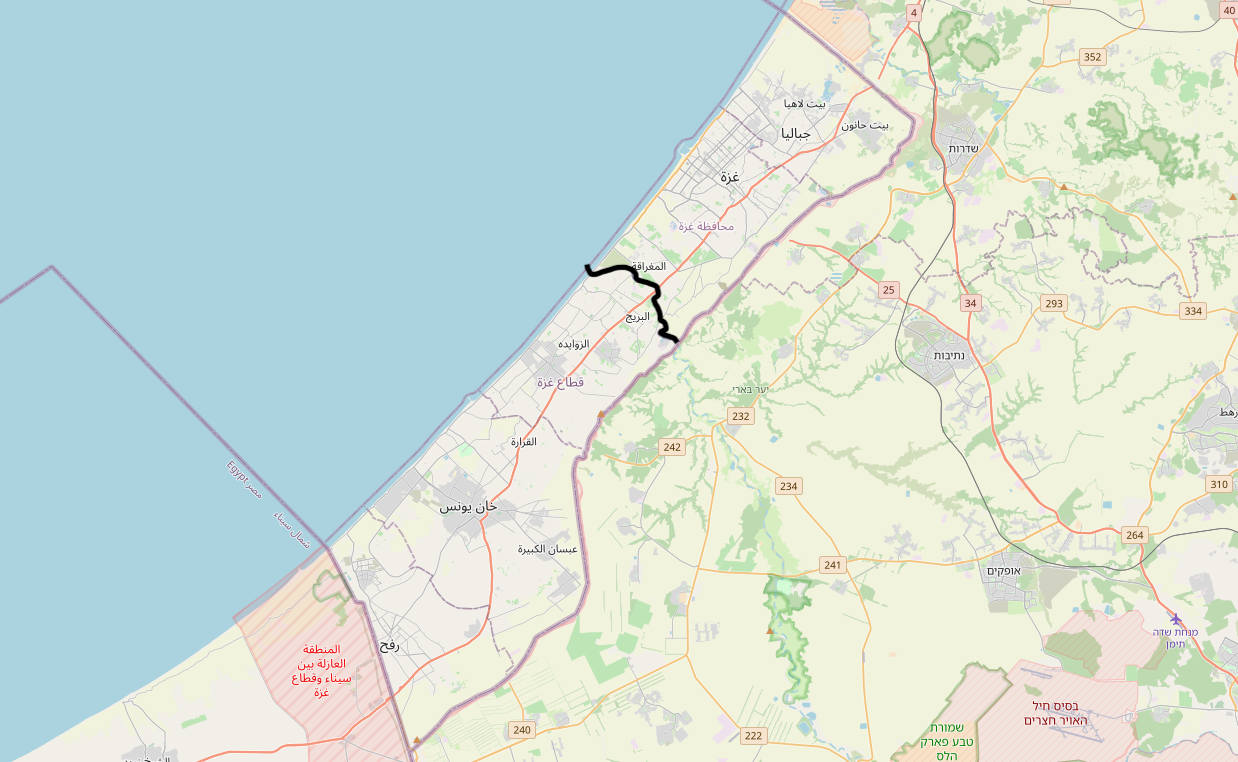
La línea negra representa el límite de las FDI en Wadi Gaza para la evacuación del norte de la Franja de Gaza.

El 18 de octubre, Estados Unidos vetó una resolución del Consejo de Seguridad de la ONU, patrocinada por Brasil y apoyada por 12 de los 15 miembros del Consejo, que pedía «pausas humanitarias» para entregar ayuda a los civiles de Gaza. La embajadora de Estados Unidos ante la ONU, Linda Thomas-Greenfield, explicó que Estados Unidos estaba trabajando en una resolución diplomática a la crisis humanitaria y que la resolución no reconocía el derecho de Israel a la autodefensa.
El 21 de octubre, el ejército israelí arrojó panfletos en Gaza con el mensaje: «¡Advertencia urgente! A los residentes de Gaza: su presencia al norte de Wadi Gaza pone en riesgo sus vidas. Cualquiera que decida no evacuar del norte de La Franja de Gaza al sur de la Franja de Gaza puede ser identificada como socia de una organización terrorista».
El 22 de octubre, Cindy McCain advirtió que «estas personas van a morir de hambre a menos que [el Programa Mundial de Alimentos] pueda intervenir».
El 16 de julio de 2024, una investigación realizada por Associated Press y la organización de investigación israelí Shomrim revela que Estados Unidos e Israel autorizaron donaciones deducibles de impuestos por un total de más de 200.000 dólares a varios grupos extremistas israelíes de extrema derecha involucrados en bloquear e interrumpir la entrega de ayuda humanitaria a la Franja de Gaza.